# William Harry Evans
Brigadier general William Harry Evans CSI CIE DSO (Shillong, 22 juli 1876 - Whitfield, 13 november 1956) was een Brits ingenieur en lepidopteroloog. Evans was officier in de British Army, voornamelijk actief bij de Royal Engineers in India. Hij documenteerde de vlinderfauna van India, Birma en Ceylon in een reeks artikelen in het Journal of the Bombay Natural History Society. Brigadier Evans was vooral geïnteresseerd in de taxonomie en systematiek van de vlinderfamilies Lycaenidae en Hesperiidae, een voorbeeld hiervan was zijn A revision of the Arhopala group of Oriental Lycaenidae (Lepidoptera: Rhopalocera) Bull. British Mus. (Nat. Hist.), Ent., vol. 5: pp. 85–141 (1957). Evans is de erkende auteur van circa driehonderd taxons.

## Biografie
Evans was de derde zoon van Sir Horace Moule Evans en Elizabeth Anne, dochter van Surgeon General J.T. Tressider. Zijn moeder wekte bij hem de interesse voor de natuur en toen hij naar The King's School in Canterbury werd gestuurd, was hij al geïnteresseerd in vlinders en motten. Hij ging op achttienjarige leeftijd in het leger en werd ingedeeld bij de Royal Engineers. In 1898 begon hij vlinders te verzamelen in de voormalige prinselijke staat Chitral. Tijdens de Somaliland-expeditie (1902-1904) blesseerde hij zijn knie. Hij diende in Frankrijk van 1914 tot 1918 en werd onderscheiden met de DSO en een brevet. Blootstelling aan gifgas bezorgde hem evenwel permanente longproblemen. Hij keerde terug naar India in 1919 waar hij als laatste post in het Western Command in Quetta diende als hoofdingenieur. Hij bouwde zijn vlindercollectie uit, met zoekplaatsen in Kodaikanal, Jabalpur, Shimla, Murree, Darjeeling, Chitral en Beloetsjistan. Vanaf 1923 publiceerde hij sleutels voor de identificatie van Indiaase vlinders in het Journal of the Bombay Natural History Society. 
Hij ging in 1931 met pensioen en reisde via Australië - waar hij de endemische familie van de Trapezitinae collectioneerde - naar Londen. Zijn Londens huis lag dicht bij het Natural History Museum waar hij als vrijwillig onderzoeker kon starten. Ook in Londen en na zijn pensioen bleef hij een rol spelen in militaire dienst. Zo was hij onderdeel van het Non-Intervention Committee tijdens de Spaanse Burgeroorlog en vrijwillig actief als Air Raid Warden, om zijn stadsgenoten mee te waarschuwen bij luchtalarm. Zittend aan zijn werkplek bij een raam van het Natural History Museum dat uitgaf op Cromwell Road, was hij ooggetuige van de ontploffing van een V-1 op minder dan honderd meter afstand. Zijn gehoor was hierdoor nadien blijvend aangetast.
Zijn vrouw woonde tijdens de luchtaanvallen in Bournemouth (en overleed daar in 1945). Evans bleef echter in Londen om zijn Revision of the Hesperiidae of the world te voltooien, zoals hij verklaarde "voordat hij stierf". Evans onderzocht meer dan een half miljoen exemplaren van Hesperiidae in het museum. Hij werd beïnvloed door de werken van Bernhard Rensch, Ernst Mayr en Thomas Huxley, maar hij werkte niet in overeenstemming met de classificatie volgens de fylogenetische nomenclatuur. Zijn collectie werd bij zijn overlijden in 1956 nagelaten aan het Natural History Museum.
Zijn enige zoon, Dr. John William Evans, zette zijn levenswerk in de entomologie verder en was van 1954 tot 1966 directeur van het Australian Museum te Sydney.

## Publicaties
- 1937. A Catalogue of the African Hesperiidae. British Museum (Natural History), London.
- 1949. A Catalogue of the Hesperiidae From Europe, Asia, and Australia in the British Museum (Natural History).
- 1951. A Catalogue of the American Hesperiidae Indicating the Classification and Nomenclature Adopted in the British Museum (Natural History). Part I. Pyrrhophyginae. British Museum, London.
- 1952. A Catalogue of the American Hesperiidae Indicating the Classification and Nomenclature Adopted in the British Museum (Natural History). Part II. Pyrginae. Section I. British Museum, London.
- 1953. A Catalogue of the American Hesperiidae Indicating the Classification and Nomenclature Adopted in the British Museum (Natural History). Part III. Pyrginae. Section II. British Museum, London.
- 1955. A Catalogue of the American Hesperiidae Indicating the Classification and Nomenclature Adopted in the British Museum (Natural History). Part IV. Hesperiinae and Megathyminae. British Museum, London.
- 1932. The Identification of Indian Butterflies.